# Venca
Venca fue una emblemática empresa de venta por catálogo de moda y luego sitio web de comercio electrónico. 
En 2019, la compañía lanzó un marketplace con colección propia dirigida a todas las mujeres. Con sede en Villanueva y Geltrú (Barcelona) y una plataforma logística de 42.000 metros cuadrados, Venca pertenecía entonces al grupo Digital Lola.

## Historia
Creada en 1976 con el nombre Venta Catálogo S.A., en 1979 fue comprada por un empresario de Sitges (Barcelona) y en 1988 adquirida por 3 Suisses International (3SI). En los años 80 y 90 su moda asequible llegaba por correo a cualquier rincón de España. En 1997 se produjo el lanzamiento de “Venca.es”, el primer e-commerce o portal de comercio electrónico de moda en España, y en 2006 la compañía entró en el mercado portugués.
Durante la primera década del siglo XXI, Venca sufrió la crisis y la competencia propia de las nuevas cadenas de moda que renovaban constantemente sus colecciones. Para reinventarse, la marca sustituyó las dos temporadas del catálogo por seis y pasó a editar catálogos mensuales. En 2014, Venca creó un equipo de diseño experto en fast fashion o moda rápida para ofrecer constantes novedades y en 2015 desarrolló una plataforma tecnológica y logística con envíos en 24 horas. También entonces se introdujo en Rusia, Francia, Bélgica y Eslovaquia. 
Tras la adquisición de la propiedad por su equipo directivo comenzó su transformación digital con la progresiva reducción de su catálogo impreso y el cierre de su única tienda física en Barcelona.

## Transformación digital
En 2018, Venca extendió su e-commerce “Venca.com” a más de 80 países. El lanzamiento de Venca.com se enmarcaba en el plan de transformación digital de la compañía, con una inversión total de 3 millones de euros. En 2016, la compañía invirtió más de 2 millones de euros en la plataforma que permitía operar en diferentes países y en distintos idiomas. Dentro de esta inversión se encontraba, también, la implementación de herramientas digitales de inteligencia artificial y de búsqueda visual o visual search para impulsar todavía más la experiencia del cliente.

### Marketplace: ampliación portfolio
A finales de 2019, Venca lanzó su marketplace propio con el objetivo de ampliar su oferta o portfolio con otras marcas de moda y abrirse a nuevas categorías como calzado, joyería, hogar, pequeño electrodoméstico, belleza y electrónica, ofreciendo más de 100.000 productos de más de 900 marcas y tiendas diferentes. Además, se integraron diversos métodos de gestión de inventario (como el cross docking, el drop shipping, y el stock o inventario avanzado). La plataforma Venca.com estaba presente en más de ochenta países, aunque sus dos territorios clave seguían siendo España y Portugal.

## Sociedad gestora
La compañía 3SI había pertenecido en un 50% al grupo francés Mulliez -propietarios de Auchan, Decathlon, Leroy Merlin y Kiabi- y en otro 50% al alemán Otto, que posteriormente se había hecho con todo el capital. A principios de 2017, parte del equipo directivo de Venca, adquirió la totalidad del capital de la compañía especializada en moda, hasta entonces propiedad del grupo francés 3SI. Esta operación de Management Buy Out (MBO) o adquisición por la dirección concluyó año y medio después de que la compañía se pusiera en venta, dando lugar a la nueva sociedad Digital Lola S.A.U., por lo que Venca pasó a pertenecer a Digital Lola.
La nueva sociedad propietaria de Venca estaba dirigida por Jordi González, director general, y la integraban además Paz Usandizaga, directora financiera y de RRHH, Jordi Badia, director TIC, y Joan Alemany, director de operaciones.

## Cierre
El esfuerzo de digitalización de 2019 no tuvo éxito, y en 2021 tuvo unas pérdidas de 5,6 millones de euros. A principios de 2022 tuvo que dejar de pagar a proveedores y acabó presentado un concurso de acreedores que condujo a un proceso de liquidación a principios de 2024  y el cierre definitivo en abril. 